# Sprzężenie izotomiczne

Konstrukcja sprzężenia izotomicznego punktu trójkąta Na niebiesko zaznaczono proste przechodzące przez wierzchołki oraz punkt Punkty są punktami przecięcia tych prostych z odpowiednimi bokami. Punkty są środkami boków. Punkty są równoodległe od punktów co punkty Na czerwono zaznaczono proste izotomiczne do prostych niebieskich oraz wspólny punkt ich przecięcia – sprzężenie izotomiczne punktu

Sprzężenie izotomiczne punktu w trójkącie to inny punkt, określony jednoznacznie poprzez trójkąt oraz położenie punktu wyjściowego punktu.

## Definicja i nomenklatura
Niech dany będzie trójkąt {\displaystyle \Delta ABC} oraz punkt {\displaystyle P} wewnątrz niego. Poprowadźmy półproste wychodzące z wierzchołków trójkąta, przecinające przeciwległe boki (tzw. czewiany) i przechodzące poprzez punkt {\displaystyle P.} Oznaczmy poprzez {\displaystyle A',B',C'} ich przecięcie z odpowiednimi bokami trójkąta. Odbijmy każdy z punktów {\displaystyle A',B',C'} poprzez środki odpowiednich boków trójkąta i oznaczmy obrazy tych punktów poprzez {\displaystyle A'',B'',C''.} Poprowadźmy teraz proste {\displaystyle AA'',BB'',CC''.} Z twierdzenia odwrotnego do twierdzenia Cevy, proste te również przetną się w jednym punkcie {\displaystyle P'} (jako że długości odcinków na które punkty {\displaystyle A',B',C'} oraz {\displaystyle A'',B'',C''} dzielą boki są takie same). Punkt ten nazywamy sprzężeniem izotomicznym punktu {\displaystyle P}.
Ponadto, proste {\displaystyle AA'',BB'',CC''} nazywane są prostymi izotomicznymi do prostych {\displaystyle AA',BB',CC',} a punkty {\displaystyle A'',B'',C''} punktami izotomicznymi do punktów {\displaystyle A',B',C'}.

## Współrzędne
Jeśli oznaczmy długości boków trójkąta poprzez {\displaystyle a,b,c,} a współrzędne trójliniowe punktu {\displaystyle P} poprzez {\displaystyle p:q:r,} to współrzędne sprzężenia izotomicznego punktu {\displaystyle P} wynoszą
{\displaystyle a^{-2}p^{-1}:b^{-2}q^{-1}:c^{-2}r^{-1}.}
Punkty o współrzędnych barycentrycznych {\displaystyle (x,y,z)} oraz {\displaystyle (x',y',z')} są sprzężone izotomicznie, gdy zachodzi
{\displaystyle xx'=yy'=zz'.}

## Własności
Z definicji, jeśli {\displaystyle P'} jest sprzężeniem izotomicznym punktu {\displaystyle P,} to sprzężeniem punktu {\displaystyle P'} będzie sam punkt {\displaystyle P.}
Sprzężeniem izotomicznym centroidu trójkąta (przecięcia wszystkich środkowych) jest z definicji sam centroid.
Poniższe pary punktów są względem siebie sprzężone izotomicznie:
- punktu Nagela oraz punkt Gergonne'a[2][6][7],
- trzeci punkt Brocarda i punkt przecięcia symedian (zwany punktem Lemoine’a)[8],
- ortocentrum trójkąta i punkt przecięcia symedian jego trójkąta antydopełniającego[9].